# 天授 (高麗)
天授（918年—933年）是朝鲜半岛高麗王朝国王王建之年號。

## 紀年、干支、西曆對照表
| 天授 | 元年   | 二年   | 三年   | 四年   | 五年   | 六年   | 七年  | 八年  | 九年  | 十年  |
| ---- | ------ | ------ | ------ | ------ | ------ | ------ | ----- | ----- | ----- | ----- |
| 公元 | 918年  | 919年  | 920年  | 921年  | 922年  | 923年  | 924年 | 925年 | 926年 | 927年 |
| 干支 | 戊寅   | 己卯   | 庚辰   | 辛巳   | 壬午   | 癸未   | 甲申  | 乙酉  | 丙戌  | 丁亥  |
| 天授 | 十一年 | 十二年 | 十三年 | 十四年 | 十五年 | 十六年 |       |       |       |       |
| 公元 | 928年  | 929年  | 930年  | 931年  | 932年  | 933年  |       |       |       |       |
| 干支 | 戊子   | 己丑   | 庚寅   | 辛卯   | 壬辰   | 癸巳   |       |       |       |       |

## 参看
- 朝鮮半島年號列表
- 其他政权使用的天授年号
- 同期存在的其他政權之紀年
  - 天祐（904年闰四月至924年）：唐朝—唐昭宗、唐哀帝年号，岐、晋、杨吴沿用
  - 貞明（915年十一月至921年四月）：後梁—朱友貞之年號
  - 龙德（921年五月至923年十月）：後梁—朱友貞之年號
  - 同光（923年四月至926年四月）：後唐—李存勗之年號
  - 天成（926年四月至930年二月）：後唐—李嗣源之年號
  - 長興（930年二月至933年十二月）：後唐—李嗣源之年號
  - 武義（919年四月至921年正月）：吳—楊隆演之年號
  - 順義（921年二月至927年十月）：吳—楊溥之年號
  - 乾貞（927年十一月至929年十月）：吳—楊溥之年號
  - 大和（929年十月至935年八月）：吳—楊溥之年號
  - 宝大（924年正月至925年十二月）：吳越—錢鏐之年號
  - 宝正（926年至931年）：吳越—錢鏐之年號
  - 乾亨（917年七月至925年十一月）：南漢—劉龑之年號
  - 白龍（925年十二月至928年二月）：南漢—劉龑之年號
  - 大有（928年三月至942年三月）：南漢—劉龑之年號
  - 光天（918年正月至十二月）：前蜀—王建之年號
  - 乾德（919年正月至924年十二月）：前蜀—王衍之年號
  - 咸康（925年正月至十一月）：前蜀—王衍之年號
  - 龙启（933年至934年）：閩—王延鈞之年號
  - 神册（916年十二月至922年正月）：契丹—耶律阿保機之年號
  - 天赞（922年二月至926年二月）：契丹—耶律阿保機之年號
  - 天显（926年二月至938年）：契丹—耶律阿保機、耶律德光之年號
  - 甘露（926年至936年）：東丹—耶律倍之年號
  - 天應（927年）：大長和—鄭隆亶之年號
  - 尊圣（928年至929年）：大天興—趙善政之年號
  - 大明（931年至937年）：大義寧—楊干真之年號
  - 同慶（912年至966年）：于闐—尉遲烏僧波之年號
  - 延喜（901年七月十五日至923年閏四月十一）：日本平安時代—醍醐天皇年号
  - 延長（923年閏四月十一日至931年四月二十六日）：日本平安時代—醍醐天皇年号
  - 承平（931年四月二十六日至938年五月二十二日）：日本平安時代—朱雀天皇年号